# Methods in Ecology and Evolution (журнал)
Methods in Ecology and Evolution — оглядовий науковий журнал, що фокусує свою увагу на розвитку нових методологій в екології і теорії еволюції. Його почали публікувати в 2010 р., і він є другим наймолодшим журналом Британського екологічного товариства British Ecological Society. Methods in Ecology and Evolution доступний лише в online-версії. За оцінкою, даною в 2012 р. Journal Citation Reports, журнал зайняв 12-те місце серед 136 журналів, розглянутих у категорії «Ecology» (Імпакт-фактор = 5,924).
Methods in Ecology and Evolution публікує методологічні статті з усіх проблем екології і теорії еволюції, включаючи статистичні і теоретичні методи, методи філогенетики і методології польових досліджень.
Журнал заохочує також публікації додаткових матеріалів, таких як комп'ютерні коди, методологічні настанови і просвітницькі відео. Від імені редакційної колегії постійно публікуються заклики до провідних вчених обговорювати свої статті більш глибоко.

## Ресурси Інтернету
- Офіційний сайт

## Виноски
1. ↑  The ISSN portal — Paris: ISSN International Centre, 2005. — ISSN 2041-210X
2. ↑  Journals Ranked by Impact: Ecology. 2012 Journal Citation Reports (вид. Science). Thomson Reuters. 2012. {{cite book}}: |access-date= вимагає |url= (довідка); Проігноровано |work= (довідка)Обслуговування CS1: Сторінки зі значенням параметра postscript, що збігається зі стандартним значенням в обраному режимі (посилання)
3. 1 2  Methods in Ecology and Evolution – Aims and Scope. British Ecological Society. Архів оригіналу за 5 січня 2020. Процитовано 16 січня 2011.
4. ↑  Methods in Ecology and Evolution – Videos and Podcasts. British Ecological Society. Архів оригіналу за 22 лютого 2020. Процитовано 17 січня 2011.